# Dinopsyllus flacourti
Dinopsyllus flacourti är en loppart som beskrevs av Klein 1966. Dinopsyllus flacourti ingår i släktet Dinopsyllus och familjen mullvadsloppor. Inga underarter finns listade i Catalogue of Life.